# Secqueville-en-Bessin
Secqueville-en-Bessin è un comune francese soppresso di 355 abitanti situato nel dipartimento del Calvados nella regione della Normandia. Dal 1º gennaio 2016 è stato accorpato al comune di Rots di cui è divenuto comune delegato.

## Società

### Evoluzione demografica
Abitanti censiti